# Henri-François Delaborde
Henri-François Delaborde (Digione, 21 dicembre 1764 – Parigi, 3 febbraio 1833) è stato un generale francese.
Nato da un panettiere, fu generale di divisione durante la rivoluzione francese e le guerre napoleoniche.
Combatté durante l'assedio di Tolone del 1793, la battaglia di Braga del 1809 e la prima battaglia di Oporto del 1809.
Fu nominato Grande ufficiale della Legion d'onore e gli fu assegnata la Gran Croce dell'Ordre de la Reunion.
Il suo nome fu inciso sotto l'Arc de Triomphe a Parigi.

## Biografia

### Rivoluzione
Studiò presso il Collegio di Digione. Appena terminati gli studi, si arruolò nell'esercito: fece una carriera rallentata dalla sua condizione non nobile: divenne sottufficiale nel 1789.
Nel 1792, entrò nel I battaglione di volontari della Côte-d'Or, fu eletto luogotenente della sua compagnia e, con il suo corpo, si unì all'esercito comandato da La Fayette.
La prima volta che si distinse, era l'11 giugno, nella battaglia di La Glisuelle, vicino a Maubeuge, dove, durante l'azione, sostituì il suo comandante che era stato ucciso.
Il 23 agosto dello stesso anno, si rifiutò di firmare la capitolazione di Longwy, che i suoi abitanti rifiutavano di difendere, e le sue proteste per questo atto di pusillanimità furono inserite il 7 settembre nel II bollettino della Convention nationale.
L'anno seguente, prese parte al combattimento di Ruzabern (17 maggio 1793), dopo il quale il suo battaglione si mise in marcia per riunirsi all'armata dei Pirenei orientali.
Carteaux, che la Convenzione Nazionale aveva incaricato di sedare le rivolte marsigliesi sorte a seguito degli eventi del 31 maggio, lo ingaggiò e lo inviò contro i ribelli.
Delaborde li raggiunse e li sbaragliò nel paese di Lépin, nei pressi di Aix-en-Provence.
Successivamente, nominato generale di brigata e governatore della Corsica, non si recò a questa destinazione.
Dugommier gli aveva affidato il comando della Quinta Divisione dell'esercito di fronte a Tolone ed egli contribuì alla cattura della città (1793), rimuovendo il campo trincerato degli inglesi.
Giunto nell'anno II nell'armata dei Pirenei, il 7 termidoro (25 luglio 1794), prese le ridotte di Biviata e di Vera, situate sulle montagne che circondano la Bidassoa, e, il 14 dello stesso mese, di concerto con Moncey, si fece signore di Biva, di Beriat e d'Aya; poi, entrambi, con una marcia ardita, ritornarono al campo spagnolo di San Marziale.
Il 26 vendemmiaio dell'anno III (17 ottobre 1794), sconfisse completamente il generale Filanghieri e si impadronì della vallata di Roncisvalle, dove furono sconfitti i cavalieri di Carlo Magno circa mille anni prima. In questa occasione, il generale Delaborde comandava la famosa colonna infernale, composta da truppe provenienti dalla Vandea.
Dopo la battaglia di Bergara, liberata l'8 frimaio dell'anno III (28 novembre 1794), si unì all'armata del Reno e Mosella e, nel mese di termidoro dell'anno IV (luglio-agosto del 1795), attraversò il Reno a Neuf-Brisach, dove gli abitanti gli testimoniarono la loro riconoscenza per l'ordine e la disciplina che fece mantenere alle sue truppe; in seguito, occupò la Brisgovia e prese possesso delle città di frontiera abbandonate dagli imperiali.

## Consolato e Impero
Nell'anno VIII, promosso generale di divisione, occupò la linea compresa tra Oggersheim e Germersheim.
Il 25 brumaio dello stesso anno (16 novembre 1799), attaccò il nemico di fronte a Philisbourg, s'impadronì di cinque cannoni e fece 1000 prigionieri. Nello stesso anno, dopo la pace di Lunéville, fu nominato governatore della III divisione militare, ove ristabilì ordine e disciplina.
Il 19 frimaio dell'anno XII (11 dicembre 1803), il generale Delaborde, che allora comandava la XIII divisione militare, si trovò incluso nella nomina dei membri della Legion d'onore, e, il successivo 25 pratile, ricevette il brevetto di comandante de l'ordine; inoltre, il 4 vendemmiaio dell'anno XIII (26 settembre 1804), fu nominato grand'ufficiale, dopo aver compiuto a Rennes la distribuzione delle aquile d'onore accordate agli ufficiali e ai soldati della sua divisione.
Nel 1807, Junot assegnò al genereale Delaborde il comando della I divisione, che occupò Lisbona il 2 dicembre e successivamente lo nominò governatore di questa capitale.
I Portoghesi, spinti dagli Inglesi e da bande di insorti spagnoli, si rivoltarono nel 1808 e, il 3 agosto, un corpo d'armata inglese composto da circa 10000 uomini sbarcò a Figueira da Foz, marciando su Lisbona.
Poiché Junot ne fu avvertito, diede il comando della città al generale Travot e fece partire il generale Delaborde con 2 battaglioni del 70º reggimento, 150 cacciatori del 26º reggimento e 5 pezzi di artiglieria.
Queste truppe, rinforzate a Obidds e a Péniche, avevano lo scopo di rallentare l'avanzata del nemico e di riconoscere il terreno adatto a uno scontro generale; Delaborde, avendo appreso che gli Inglesi, comandati da sir Arthur Wellesley, Lord Wellington, avevano occupato Lecrias, il 14 agosto prese posizione di fronte al villaggio di Roliça. Il giorno dopo, gli Inglesi attaccarono e furono respinti. Ritornati due giorni dopo, Delaborde, che fu ferito all'inizio del combattimento e poteva opporre a circa 4000 assalitori soltanto 1900 uomini, combatté per cinque ore mantenendo il vantaggio; però, non ricevendo dal generale Loison il soccorso che attendeva, decise di ritirarsi in buon ordine. Questo fatto d'armi diede nuovo lustro alla reputazione già brillante del generale Delaborde, che nello stesso anno fu nominato conte.
Verso la fine del 1807, il generale Delaborde rientrò nel servizio attivo e nel 1809 prese parte alla seconda invasione del Portogallo.
Nel mese di aprile 1809, il generale Freyre, il comandante delle truppe portoghesi, e il suo stato maggiore furono massacrati, mentre si ritiravano di fronte all'esercito del maresciallo Soult, duca di Dalmazia, seguendo le istruzioni ricevute, e fu sostituito da un ufficiale di Hannover, il barone d'Ében, che si dispose a muovere battaglia per obbedire alle esigenze dei propri soldati.
Ma il maresciallo Soult non gli diede tempo e attaccò la mattina del 20 marzo nella battaglia di Braga; il centro dell'esercito era formato dalla divisione del generale Delaborde.
Al segnale dato da una batteria posta sul fronte della linea, la divisione di Delaborde marciò con le armi al braccio verso i Portoghesi, senza rispondere al loro fuoco. Intimiditi da questa fiducia, i Portoghesi si dispersero e fuggirono, inseguiti dal generale Delaborde e dalla divisione dei dragoni del generale Lorge, cosicché fu fatto un massacro orribile. L'inseguimento continuò fino a due leghe da Braga.
I Francesi presero possesso di questo luogo, dell'artiglieria del nemico, delle sue salmerie, delle sue munizioni e di diverse bandiere.
Il 29 dello stesso mese, la divisione di Delaborde conquistò parecchie ridotte, impadronendosi di 50 pezzi di artiglieria.
Dopo il ritiro dal Portogallo - le disposizioni assunte nella battaglia di Vimeiro sono state considerate un capolavoro di tattica - , ritornò in Francia, dove rimase fino al 1812.
Quindi si unì all'armata di Russia e assunse il comando di una divisione dei corpi del duca di Treviso.
Al suo ritorno, fu nominato governatore del castello di Compiègne e nel 1813 grande-croce dell'ordine della Riunione.
Nel 1814, comandava le due sottodivisioni di Tolosa.

## Prima Restaurazione e i Cento Giorni
Il generale Delaborde aderì ai cambiamenti che seguirono all'abdicazione di Fontainebleau, perse il suo incarico di governatore di Compiègne, per cui a titolo di risarcimento il Re gli accordò una pensione di 10000 franchi, lo nominò, il 24 ottobre, cavaliere di San Luigi e lo lasciò al comando della sua divisione.
Lì si trovava ancora il 20 marzo 1815, ma non trasmise la sua adesione al ristabilimento dell'Impero se non il 4 aprile.
In un rapporto che trasmise al Ministro della Guerra, spiegò questa sottomissione tardiva con gli ostacoli che gli creava la presenza del barone di Vitrolles, commissario del Re, il quale gli aveva annunciato che stava arrivando per porlo agli arresti.
L'Imperatore, che con ragione non dubitò della lealtà del conte Delaborde, lo assegna alla sua persona in qualità di ciambellano e, il 2 giugno 1815, lo nominò Pari di Francia e governatore delle divisioni dell'Ovest.

## Restaurazione
Inserito nella lista di proscrizione del 24 luglio 1815, fu giudicato nel mese di settembre dello stesso anno. Madame Delaborde pubblicò una memoria giustificativa e il suo avvocato, tra i suoi mezzi di difesa, sottolineò un equivoco che i membri del consiglio si affrettarono ad adottare: l'ordinanza del 24 luglio 1815 riportava "Laborde", mentre il generale era "Delaborde". Pertanto fu dichiarato non colpevole.
Dopo questo periodo, il conte Delaborde non partecipò più agli affari pubblici.
Morì il 3 febbraio 1833. Il suo nome fu iscritto sull'Arco di Trionfo a Parigi, sul lato ovest.

## Famiglia
Cugino di Junot, fratello di Achilles Guillaume, padre di Jules e Henri (pittore e critico d'arte), la sua ultima figlia sposò il figlio di Sophie Gail, mentre sua nipote sposò il dottore Etienne Lancereaux.
Fu anche il nonno dello storico Henri-François Delaborde.